# Pemaron (Buleleng)
Pemaron is een bestuurslaag in het regentschap Buleleng van de provincie Bali, Indonesië. Pemaron telt 4683 inwoners (volkstelling 2010).